# Aces of the Deep
Aces of the Deep (englisch: Asse der Tiefe) ist ein Computerspiel. Es handelt sich um eine auf U-Boote konzentrierte Marinesimulation, die zur Zeit des Zweiten Weltkrieges spielt. Aces of the Deep wurde von Dynamix entwickelt und 1994 von Sierra veröffentlicht. 1995 erschien mit Command: Aces of the Deep eine auf Windows ausgelegte Neuauflage.
Aces of the Deep ist spielerisch der Vorläufer aller moderneren U-Boot-Simulationen mit historischem Szenario, vor allem der Silent-Hunter-Reihe.

## Spielbeschreibung
Der Spieler nimmt die Position des U-Boot-Kommandanten eines deutschen U-Bootes während des Zweiten Weltkrieges ein und operiert im Rahmen der Atlantikschlacht. Die Einsatzgebiete reichen von der Nordsee bis zum Golf von Mexiko, eine Zusatzdiskette fügte auch das Mittelmeer-Szenario hinzu.
Es gibt zwar Einzelmissionen, aber im Vordergrund steht der Karrieremodus, in dem der Spieler virtuell den gesamten Zweiten Weltkrieg durchlebt. Der Spieler führt dabei verschiedene Patrouillenfahrten mit seinem Boot durch und versucht, durch die Versenkung einer möglichst hohen Tonnagezahl zu Ruhm, Auszeichnungen und Beförderungen zu gelangen. Bei der Umsetzung des Karrieremodus wird Wert auf die historischen Gegebenheiten und Ereignisse gelegt. So hat man in den Anfangsjahren des Krieges noch leichtes Spiel. Jedoch wendet die Gegner-KI nach und nach neue Technologien wie z. B. Asdic, oder neue Taktiken wie die Konvoibildung an. Umgekehrt kommt auch der Spieler im Laufe der Zeit in den Genuss neuer Technologien wie Schnorchel, Radar oder Lenktorpedos oder gleich neuer U-Boot-Typen.
Mittelpunkt des Spiels ist die Kommandozentrale des Bootes, von der aus der Spieler Zugriff auf alle Kontrollelemente (Brücke, Torpedoraum, Periskop etc.) hat. An den einzelnen Stationen gibt der Spieler genauere Befehle, darüber hinaus lassen sich auch über eine Menüleiste Standardmanöver (auf Periskoptiefe gehen, Nottauchmanöver etc.) anordnen. Der Spieler muss insgesamt viele Aspekte des Spiels bedenken und dementsprechend handeln.
Der Spieler tritt in erster Linie gegen feindliche Schiffe an, die er mit Torpedos oder dem Deckgeschütz bekämpfen muss. Normale Handelsschiffe sind dabei kaum in der Lage, Gegenwehr zu leisten, eventuelle Eskorten oder militärische Verbände samt Luftunterstützung dagegen sind schwer bewaffnet und stellen enorme Hindernisse für den Spieler dar, denen es trickreich auszuweichen gilt. Einen Beitrag zu solchen spannungsreichen Situationen leistet die flexible KI, die sowohl auf getauchte wie auch auf an der Oberfläche fahrende U-Boote adäquat reagiert und ihre technische Überlegenheit meist auszunutzen weiß.
Folgende U-Boot-Klassen konnten gespielt werden:
- U-Boot-Klasse II; Versionen C und D
- U-Boot-Klasse VII; Versionen B, C und C/41
- U-Boot-Klasse IX; Versionen C, C/40 und D2
- U-Boot-Klasse XXI; Nur auf einer Zusatzdiskette enthalten

## Technik
Die 3D-Grafikengine war für ihre Zeit revolutionär. Sie zeigte Schiffe und Flugzeuge als dreidimensionale texturierte Objekte und löste damit holprige Rastergrafiken, wie sie in früheren Spielen (Silent Service, 688 Attack Sub) üblich waren, endgültig ab. Explosionen und weitere Effekte wurden dabei allerdings ebenso wie Küstenlinien ausschließlich als zweidimensionale Bitmaps dargestellt. Allerdings simulierte die Engine ebenso sämtliche See-, Wetter- und Lichtverhältnisse sowie deren Einfluss auf das Spielgeschehen, was ebenfalls eine völlige Neuerung darstellte.
In soundtechnischer Hinsicht bot das Spiel ebenfalls Neuerungen. So präsentierte es unter anderem eine Sprachausgabe, mit der alle Befehle des Spielers im militärischen Tonfall quittiert wurden. Bei der verbesserten und unter Windows lauffähigen Neuauflage Command: Aces Of The Deep war es sogar möglich, per Spracheingabe selber verbal Befehle zu erteilen, allerdings nur mit englischen Kommandos. Auch die Musikuntermalung wurde ins Spielgeschehen eingebunden und wurde als Musik aus dem Bord-Grammophon präsentiert. So konnte der Spieler beispielsweise während Gefechten keinerlei Musikuntermalung anordnen, sondern ausschließlich während Marschfahrten. Die Musikauswahl selbst umfasste das übliche Repertoire aus klassischen Werken, Volksliedern und Märschen, inklusive des bereits im bekannten Film Das Boot verwendeten It’s a Long Way to Tipperary.
Systemanforderungen:
- x86er-Prozessor mit 33 MHz
- 4 MB RAM (XMS-Speicher)
- MS-DOS ab Version 5.0
- Festplatte: min 200 KByte, normal 4 MByte, max. 11 MByte
- Sound Blaster oder 100 % kompatible Soundkarte

## Mitarbeiter
- Produktion: Mike Jones
- Leitende Programmierung: Langdon Beeck
- Tech. Direktion und Programmierung: Peter Lukaszuk
- Zusätzliche Programmierung: Mike Jones, Rick Overman, Mark Boettcher, Joe Wingard, Ryan Hinke
- Künstlerische Leitung: Jarret Jester, Kyle Miller
- 3Space Modell: Vance Naegle, Damon Mitchell
- 3D-Animation und Grafik: Peter Lewis, Cyrus Kanga, Joel Maiano
- Toneffekte: Ken Rogers